# Still (Basso Reno)
Still è un comune francese di 1 806 abitanti situato nel dipartimento del Basso Reno nella regione del Grand Est.

## Società

### Evoluzione demografica
Abitanti censiti